# Liste von hohen Kreuzen
Die Liste von hohen Kreuzen führt freistehende Bauwerke in Form eines lateinischen Kreuzes ab etwa 30 Metern Höhe auf.

## Liste
| Bezeichnung                                       | Standort                            | Koordinaten                       | Höhe (m) | Fertig- stellung | Foto | Anmerkungen und Belege                                                         |
| ------------------------------------------------- | ----------------------------------- | --------------------------------- | -------- | ---------------- | ---- | ------------------------------------------------------------------------------ |
| Cruz de los Caídos                                | Spanien San Lorenzo de El Escorial  | 40° 38′ 30,5″ N, 4° 9′ 20,1″ W    | 152      | 1959             |      | [ 1 ]                                                                          |
| Kreuz des Heldenschreins                          | Philippinen Balanga                 | 14° 36′ 21″ N, 120° 30′ 31,4″ O   | 95       | 1970             |      | auf dem Berg Samat; Aussichtsplattform im Kreuzarm                             |
| Cruz del Tercer Milenio                           | Chile Coquimbo                      | 29° 57′ 7,1″ S, 71° 20′ 50,4″ W   | 87       | 2001             |      | Aussichtsplattform im Kreuzarm                                                 |
| Kreuz des Santuário São Miguel Arcanjo            | Brasilien Bandeirantes              | 23° 7′ 55,4″ S, 50° 24′ 4,3″ W    | 81       | 2017             |      | [ 4 ]                                                                          |
| Richtfunkturm Sendezentrum Radio Vatikan          | Vatikanstadt Santa Maria di Galeria | 42° 2′ 38,9″ N, 12° 19′ 20,1″ O   | 78       | 1957             |      | kreuzförmiger Antennenmast                                                     |
| Kreuz aller Nationen                              | Libanon Jounieh                     | 33° 57′ 54,8″ N, 35° 48′ 49,8″ O  | 73,8     | 2010             |      | [ 2 ]                                                                          |
| Kreuz von Montemorelos                            | Mexiko Montemorelos                 | 25° 14′ 38″ N, 99° 51′ 39,2″ W    | 73       | 2021             |      | [ 6 ]                                                                          |
| Branson Cross                                     | USA Branson, Missouri               | 36° 45′ 6,8″ N, 93° 13′ 29,6″ W   | 66,4     | 2019             |      | [ 7 ]                                                                          |
| Millenniumskreuz Skopje                           | Mazedonien Skopje                   | 41° 57′ 54″ N, 21° 23′ 39,7″ O    | 66       | 2008             |      | [ 2 ]                                                                          |
| Kreuz in Dračevo                                  | Nordmazedonien, Dračevo             | 41° 56′ 17″ N, 21° 31′ 6,2″ O     | 63,5     | 2024             |      | [ 8 ]                                                                          |
| Kreuz von St. Augustine                           | USA St. Augustine, Florida          | 29° 54′ 15,4″ N, 81° 18′ 48,8″ W  | 63,4     | 1966             |      | [ 2 ]                                                                          |
| Cristo Glorioso de Chiapas                        | Mexiko Tuxtla Gutiérrez             | 16° 43′ 9,9″ N, 93° 7′ 9,9″ W     | 62       | 2011             |      | [ 9 ]                                                                          |
| Haughton Cross                                    | USA Orlando, Florida                | 28° 32′ 53,8″ N, 81° 30′ 25″ W    | 60,6     | 2008             |      | [ 10 ]                                                                         |
| Kreuz der Church of the Cross                     | USA Haughton, Louisiana             | 32° 33′ 17″ N, 93° 37′ 21,1″ W    | 60,6     | 2009             |      | [ 11 ]                                                                         |
| Cross at the Crossroads                           | USA Effingham, Illinois             | 39° 6′ 27,4″ N, 88° 34′ 16,3″ W   | 60,3     | 2001             |      | [ 2 ]                                                                          |
| Kreuz der Hoffnung                                | Libanon Ijdabra                     | 34° 14′ 57″ N, 35° 42′ 3,7″ O     | 60       | (im Bau)         |      | Hochhaus in Form eines Doppelkreuzes mit Kirche in einem Kreuzarm              |
| Cross of Our Lord Jesus Christ                    | USA Groom, Texas                    | 35° 12′ 35,3″ N, 101° 7′ 24,6″ W  | 58       | 1995             |      | [ 13 ]                                                                         |
| Meskel-Kreuz                                      | Äthiopien Mek’ele                   | 13° 29′ 43,2″ N, 39° 29′ 17,3″ O  | 52       | 2017             |      | höchstes Kreuz in Afrika                                                       |
| Sagemont-Kreuz                                    | USA Houston, Texas                  | 29° 35′ 58,8″ N, 95° 13′ 11,6″ W  | 51       | 2009             |      | [ 15 ]                                                                         |
| Aerodrom-Kreuz                                    | Mazedonien Skopje                   | 41° 58′ 39,6″ N, 21° 27′ 52,5″ O  | 51       | 2014             |      | [ 16 ]                                                                         |
| Kreuz von Arzach                                  | Aserbaidschan Dashushen             | 39° 48′ 19,5″ N, 46° 47′ 10,7″ O  | 50       | 2017             |      | [ 17 ]                                                                         |
| Millenniumskreuz auf dem Chełmiec                 | Polen Boguszów-Gorce                | 50° 46′ 48,4″ N, 16° 12′ 41,6″ O  | 45       | 2000             |      | [ 18 ]                                                                         |
| Kreuz auf dem Friedhof Gora Qabristan             | Pakistan Karatschi                  | 24° 51′ 16,7″ N, 67° 3′ 5,1″ O    | 43       | 2016             |      | [ 19 ] [ 20 ] [ 21 ]                                                           |
| Denkmal für die gefallenen Werftarbeiter von 1970 | Polen Danzig                        | 54° 21′ 37,9″ N, 18° 38′ 56,5″ O  | 42       | 1980             |      |                                                                                |
| Kreuz der La-Paz-Kapelle                          | Mexiko Acapulco                     | 16° 49′ 21,4″ N, 99° 51′ 21,6″ W  | 42       | 1970             |      | [ 22 ]                                                                         |
| Papstkreuz                                        | Österreich Wien (Donaupark)         | 48° 14′ 21,4″ N, 16° 24′ 31,5″ O  | 40       | 1983             |      | errichtet für die Papstmesse am 12. September 1983                             |
| Kreuz des San Pio da Pietrelcina                  | Italien San Giovanni Rotondo        | 41° 42′ 23,5″ N, 15° 42′ 14,6″ O  | 40       | 2004             |      |                                                                                |
| Millenniumskreuz Ujazd                            | Polen Ujazd                         | 49° 48′ 9,2″ N, 21° 24′ 6,2″ O    | 40       | 2002             |      | [ 23 ]                                                                         |
| Pilgerkreuz am Veitscher Ölberg                   | Österreich Sankt Barbara im Mürztal | 47° 34′ 59,8″ N, 15° 29′ 27,1″ O  | 40       | 2004             |      | größtes begehbares Holzkreuz; Aussichtsplattform im Kreuzarm                   |
| Dreifaltigkeitskreuz Păun                         | Rumänien Păun                       | 47° 6′ 1,8″ N, 27° 39′ 55,8″ O    | 40       | 2006             |      | kreuzförmiger Antennenmast                                                     |
| Kreuz von Kobayat                                 | Libanon Kobayat                     | 34° 33′ 32,5″ N, 36° 16′ 36,6″ O  | 40       | 2013             |      | [ 27 ]                                                                         |
| Heldenkreuz auf der Caraiman-Spitze               | Rumänien Bușteni                    | 45° 24′ 57,6″ N, 25° 29′ 50,9″ O  | 39,5     | 1928             |      | [ 2 ]                                                                          |
| Josephskreuz                                      | Deutschland Stolberg                | 51° 34′ 50,1″ N, 11° 0′ 20,2″ O   | 38       | 1896             |      | Doppelkreuz, Aussichtsplattform auf der Spitze                                 |
| Gardendale First Baptist Church Cross             | USA Gardendale, Alabama             | 33° 39′ 52,4″ N, 86° 49′ 50,1″ W  | 38       | 2010             |      | [ 29 ]                                                                         |
| Cruz del Ávila                                    | Venezuela Caracas                   | 10° 31′ 30,2″ N, 66° 53′ 6,9″ W   | 37       | 1982             |      | [ 30 ]                                                                         |
| Limanowskikreuz                                   | Polen Limanowa                      | 49° 43′ 8,1″ N, 20° 26′ 26,2″ O   | 37       | 1999             |      | [ 31 ]                                                                         |
| Kreuz der Kathedrale von Chillán                  | Chile Chillán                       | 36° 36′ 23,5″ S, 72° 6′ 7,7″ W    | 36       | ca. 1950         |      | [ 32 ]                                                                         |
| Papal Cross                                       | Irland Dublin                       | 53° 21′ 23,9″ N, 6° 19′ 44,6″ W   | 36       | 1979             |      | [ 33 ]                                                                         |
| Kreuz auf dem Chrobacza Łąka                      | Polen Bielsko-Biała                 | 49° 49′ 21,8″ N, 19° 9′ 54,2″ O   | 35       | 2002             |      | [ 34 ]                                                                         |
| Rumänisches Volkserlösungskreuz                   | Republik Moldau Nisporeni           | 47° 4′ 10,6″ N, 28° 12′ 2,7″ O    | 35       | 2011             |      | [ 35 ]                                                                         |
| Cross of Peace (Bald Knob Cross)                  | USA Alto Pass, Illinois             | 37° 33′ 7″ N, 89° 20′ 47″ W       | 33,8     | 1963             |      | [ 2 ]                                                                          |
| Catfish house cross                               | USA Florence, Mississippi           | 32° 9′ 38,9″ N, 90° 7′ 37,9″ W    | 33,5     | 2015             |      | [ 36 ]                                                                         |
| Lake City Cross                                   | USA Lake City, South Carolina       | 33° 53′ 20,7″ N, 79° 45′ 19,9″ W  | 33,5     | 2016             |      | [ 37 ]                                                                         |
| Millenniumskreuz von Wilczy Las                   | Polen Wilczy Las                    | 51° 16′ 6,5″ N, 15° 45′ 20,1″ O   | 32       | 2000             |      | [ 38 ]                                                                         |
| Mont-Royal-Kreuz                                  | Kanada Montreal                     | 45° 30′ 31,9″ N, 73° 35′ 16,6″ W  | 31,4     | 1924             |      | [ 39 ]                                                                         |
| Mount-Davidson-Kreuz                              | USA San Francisco, Kalifornien      | 37° 44′ 18,1″ N, 122° 27′ 17,2″ W | 31       | 1934             |      | [ 2 ]                                                                          |
| Kreuz des Klosters Piatra Fântânele               | Rumänien Bistrița                   | 47° 14′ 23″ N, 25° 0′ 39,8″ O     | 31       | 2010             |      | [ 2 ]                                                                          |
| Ballinger-Kreuz                                   | USA Ballinger, Texas                | 31° 43′ 25,4″ N, 99° 55′ 56,1″ W  | 30,2     | 1993             |      | [ 40 ]                                                                         |
| Cruceta del Vigía                                 | USA Ponce, Puerto Rico              | 18° 1′ 8,6″ N, 66° 37′ 13″ W      | ca. 30   | 1984             |      | [ 2 ] [ 41 ]                                                                   |
| Pro-Life Millennium Cross                         | Kanada Aberdeen, Saskatchewan       | 52° 23′ 22,2″ N, 106° 9′ 28,6″ W  | 30       | 2006             |      | [ 42 ]                                                                         |
| Jakobskreuz auf der Buchensteinwand               | Österreich Sankt Jakob in Haus      | 47° 29′ 3,6″ N, 12° 34′ 52,2″ O   | 29,6     | 2014             |      | Doppelkreuz, Aussichtsplattformen in und auf den Kreuzarmen und auf der Spitze |